# Municipio de Walker (Míchigan)
El municipio de Walker (en inglés: Walker Township) es un municipio ubicado en el condado de Cheboygan en el estado estadounidense de Míchigan. En el año 2010 tenía una población de 327 habitantes y una densidad poblacional de 3,65 personas por km².

## Geografía
El municipio de Walker se encuentra ubicado en las coordenadas 45°19′48″N 84°24′42″O / 45.33000, -84.41167. Según la Oficina del Censo de los Estados Unidos, el municipio tiene una superficie total de 89.48 km², de la cual 88,55 km² corresponden a tierra firme y (1,03 %) 0,92 km² es agua.

## Demografía
Según el censo de 2010, había 327 personas residiendo en el municipio de Walker. La densidad de población era de 3,65 hab./km². De los 327 habitantes, el municipio de Walker estaba compuesto por el 93,27 % blancos, el 1,22 % eran amerindios, el 1,22 % eran asiáticos y el 4,28 % eran de una mezcla de razas. Del total de la población el 0 % eran hispanos o latinos de cualquier raza.